# آنسو فاتی
آنسومانه فاتی ویرا (به اسپانیایی: Anssumane Fati Vieira‎؛ زادهٔ ۳۱ اکتبر ۲۰۰۲)، بازیکن فوتبال اهل اسپانیا است که در پست مهاجم برای باشگاه فوتبال آ.اس. موناکو بازی می‌کند.
فاتی متولد گینه بیسائو، تابعیت اسپانیا را از طریق اعطای تابعیت به دست آورد و واجد شرایط نمایندگی اسپانیا در سطح بین‌المللی است. وی در سال ۲۰۱۳ به آکادمی جوانان باشگاه فوتبال بارسلونا پیوست. فاتی اولین بازی خود را در لالیگا برای تیم اصلی بارسلونا در ۲۵ اوت ۲۰۱۹ در مقابل رئال بتیس انجام داد. آنسو فاتی در دومین بازی خود برای بارسلونا در مقابل اوساسونا موفق به گلزنی در دقیقه ۵۱ شد تا جوان‌ترین گلزن تاریخ بارسلونا و سومین گلزن جوان تاریخ لالیگا شود. (۱۶ سال و ۳۰۴ روز) همچنین وی در تاریخ ۱۰ دسامبر ۲۰۱۹ اولین بار در لیگ قهرمانان اروپا برای باشگاه فوتبال بارسلونا مقابل اینتر میلان به میدان رفت تا با گلزنی در این دیدار با ۱۷ سال و ۴۰ روز به جوان‌ترین گلزن این رقابت‌ها تبدیل شود.
آنسو فاتی دومین رکورددار جوان‌ترین بازیکن تاریخ باشگاه فوتبال بارسلونا است. (۱۶ سال و ۲۹۵ روز)

## زندگی شخصی
فاتی متولد گینه بیسائو، در پنج سالگی به همراه خانواده‌اش به هررا، سویا نقل مکان کرد، هنگامی که برادر بزرگتر وی برای سویا بازی می‌کرد. برادر دیگر او میگوئل نیز فوتبالیست است.
پدر وی فوتبالیست سابق بونی فاتی است که اهل گینه بیسائو بود. وی پس از مهاجرت به پرتغال، برخی از تیم‌های لیگ‌های پایین را مربی گری کرد. سپس به مارینالدا نقل مکان کرد، شهر کوچکی در نزدیکی سویا که به مهاجران کار می دهند. کمی بعد با شهردار خوان مانوئل سانچز گوردیلو ملاقات کرد و به عنوان راننده شغل پیدا کرد. وی سپس در شهر مجاور هررا مستقر شد، جایی که آنسو فاتی بیشتر دوران کودکی خود را گذراند و تمرینات فوتبال خود را آغاز کرد. اگرچه در گینه بیسائو متولد شده، بوری گفته است که او «یک سویلی» است.

## عملکرد باشگاهی
وی پس از نمایندگی از تیم محلی هررا و تیم‌های جوانان سویا، یک سال پس از اقدام برادرش در سال ۲۰۱۲ در ده سالگی به لاماسیا (آکادمی بارسلونا) پیوست. در ۲۴ ژوئیه ۲۰۱۹، فاتی اولین قرارداد حرفه‌ای خود را با بارسلونا امضا کرد و قبل از شروع فصل ۲۰۲۰–۲۰۲۱با مبلغ فسخ چهارصد میلیون یورویی قرارداد نیز موافقت کرد
در ۲۵ اوت، قبل از حضور در لیست ذخیره‌ها، فاتی اولین بازی خود را در لالیگا انجام داد و به عنوان جانشین کارلس پرز در اواخر بازی، در برتری خانگی ۵–۲ مقابل رئال بتیس گل زد. در ۱۶ سال و ۲۹۸ روز او دومین بازیکن جوانی بود که برای این باشگاه گلزنی کرد، تنها ۱۸ روز بزرگتر از ویچنچ مارتینز در سال ۱۹۴۱.
در ۳۱ اوت ۲۰۱۹، او اولین گل حرفه‌ای خود را در یک تساوی ۲–۲ بین بارسلونا و اوساسونا در سن ۱۶ سال و ۳۰۴ روز به ثمر رساند و تبدیل به جوان‌ترین گلزن تیم بزرگسالان بارسلونا تاکنون و سومین گلزن جوان تاریخ لالیگا شد.
در ۱۴ سپتامبر ۲۰۱۹ و در اولین بازی به‌طور فیکس خود، فاتی جوان‌ترین بازیکن تاریخ لالیگا شد که در همان مسابقه، در سن ۱۶ سالگی و ۳۱۸ روز موفق به گلزنی و پاس گل در همان مسابقه شد. فاتی در دقیقه ۲ به گل رسید و در دقیقه ۷ در پیروزی خانگی ۵ بر ۲ مقابل والنسیا به فرانک دی یونگ پاس گل داد.
در ۱۷ سپتامبر، فاتی اولین بازی خود را در لیگ قهرمانان اروپا با نتیجه ۰–۰ مقابل بروسیا دورتموند انجام داد و تبدیل به جوان‌ترین بازیکن بارسلونا در این رقابت‌ها در سن ۱۶ سال و ۳۲۱ روز شد و رکورد قبلی را که توسط بویان کرکیچ برگزار شد، شکست. (۱۷ سال و ۲۲ روز)؛ او همچنین سومین بازیکن جوان تاریخ این رقابت‌ها بود. در ۱۰ دسامبر، فاتی جوان‌ترین گلزن تاریخ لیگ قهرمانان اروپا در سن ۱۷ سال و ۴۰ روز شد که باعث پیروزی ۲–۱ بارسلونا مقابل اینتر میلان در سن سیرو شد.
در ۲ فوریه ۲۰۲۰، فاتی جوان‌ترین بازیکنی بود که در لالیگا دبل کرد و هر دو گل را در پیروزی ۲–۱ بارسلونا مقابل لوانته به ثمر رساند.
او در سال ۲۰۲۱ در یک جلسه شبانه با خوان لاپورتا مدیر بارسلونا تا سال ۲۰۲۷ و با بند فسخ یک میلیارد یورویی با باشگاه بارسلونا تمدید کرد.

## آمار باشگاهی
تا تاریخ ۲۵ نوامبر ۲۰۲۳
| باشگاه         | فصل            | لیگ            | لیگ  | لیگ | جام حذفی | جام حذفی | قاره‌ای | قاره‌ای | دیگر | دیگر | مجموع | مجموع |
| باشگاه         | فصل            | دسته           | بازی | گل  | بازی     | گل       | بازی   | گل     | بازی | گل   | بازی  | گل    |
| -------------- | -------------- | -------------- | ---- | --- | -------- | -------- | ------ | ------ | ---- | ---- | ----- | ----- |
| بارسلونا       | ۲۰۱۹–۲۰۲۰      | لالیگا         | ۲۴   | ۷   | ۳        | ۰        | ۵      | ۱      | ۱    | ۰    | ۳۳    | ۸     |
| بارسلونا       | ۲۰۲۰–۲۰۲۱      | لالیگا         | ۷    | ۴   | ۰        | ۰        | ۳      | ۱      | ۰    | ۰    | ۱۰    | ۵     |
| بارسلونا       | ۲۰۲۱–۲۰۲۲      | لالیگا         | ۱۰   | ۴   | ۱        | ۰        | ۳      | ۱      | ۱    | ۱    | ۱۵    | ۶     |
| بارسلونا       | ۲۰۲۲–۲۰۲۳      | لالیگا         | ۳۶   | ۷   | ۵        | ۲        | ۸      | ۰      | ۲    | ۱    | ۵۱    | ۱۰    |
| بارسلونا       | ۲۰۲۳–۲۰۲۴      | لالیگا         | ۳    | ۰   | ۰        | ۰        | ۰      | ۰      | ۰    | ۰    | ۳     | ۰     |
| بارسلونا       | ۲۰۲۴–۲۰۲۵      | لالیگا         | ۴    | ۰   | ۰        | ۰        | ۳      | ۰      | ۰    | ۰    | ۷     | ۰     |
| مجموع بارسلونا | مجموع بارسلونا | مجموع بارسلونا | ۸۴   | ۲۲  | ۹        | ۲        | ۲۲     | ۳      | ۴    | ۲    | ۱۲۶   | ۲۹    |
| برایتون (قرضی) | ۲۰۲۴–۲۰۲۳      | لیگ برتر       | ۹    | ۲   | ۰        | ۰        | ۴      | ۲      | ۱    | ۰    | ۱۴    | ۴     |
| مجموع آمار     | مجموع آمار     | مجموع آمار     | ۹۳   | ۲۴  | ۹        | ۲        | ۲۶     | ۵      | ۵    | ۲    | ۱۴۰   | ۳۳    |

+= قسمت دیگر شامل جام اتحادیه، سوپر جام داخلی و اروپا و جام باشگاه‌های جهان است.

## افتخارات
باشگاه فوتبال بارسلونا
- کوپا دل ری(۱): ۲۰۲۱–۲۰۲۰
- سوپرجام فوتبال اسپانیا(۱):۲۳–۲۰۲۲
- لا لیگا(۱):۲۳–۲۰۲۲

## آمار ملی

### بازی‌های ملی
تا تاریخ ۱۵ اکتبر ۲۰۲۳
| اسپانیا | اسپانیا | اسپانیا | اسپانیا |
| سال     | بازی    | گل      | پاس گل  |
| ------- | ------- | ------- | ------- |
| ۲۰۲۰    | ۴       | ۱       | ۱       |
| ۲۰۲۲    | ۳       | ۱       | ۰       |
| ۲۰۲۳    | ۳       | ۰       | ۰       |
| مجموع   | ۱۰      | ۲       | ۱       |

### گل‌های ملی
| شماره | تاریخ          | میزبان | بازی ملی | حریف    | نتیجه | رقابت                    |
| ----- | -------------- | ------ | -------- | ------- | ----- | ------------------------ |
| ۱     | ۶ سپتامبر ۲۰۲۰ | مادرید | ۲        | اوکراین | ۴–۰   | لیگ ملت‌های اروپا ۲۱–۲۰۲۰ |
| ۲     | ۱۷ نوامبر ۲۰۲۲ | امان   | ۵        | اردن    | ۳–۱   | دوستانه                  |

## عملکرد ملی
در ابتدا فاتی واجد شرایط نمایندگی گینه بیسائو در سطح بین‌المللی بود، اما ملت تولد وی را در هیچ سطحی نمایندگی نمی‌کرد. پس از اولین حضورش در لالیگا، فدراسیون فوتبال اسپانیا به وی علاقه نشان داد و اعلام کرد که دولت اسپانیا دیدگاه خود را برای اعطای تابعیت فاتی با توجه به اینکه وی را در میدان‌ها تیم ملی برای فیفا ۲۰۱۹ عنوان کند، تعیین کرده است. طبق گزارش‌های وی، وی در هنگام تولد پدربزرگ و مادربزرگ خود در گینه استعماری، برای گذرنامه پرتغالی نیز واجد شرایط است.
در ۲۰ سپتامبر سال ۲۰۱۹ فاتی با انصراف از تابعیت گینه بیسائو تابعیت اسپانیا را دریافت کرد. وی پس از مصدومیت کارلس پرز، در ۱۱ اکتبر ۲۰۱۹ به تیم زیر ۲۱ سال اسپانیا فراخوانده شد. فاتی اولین بازی خود را برای تیم زیر ۲۱ سال اسپانیا در ۱۵ اکتبر ۲۰۱۹ مقابل مونته‌نگرو انجام داد.
وی همچنین با گلزنی مقابل تیم ملی فوتبال اوکراین به جوان‌ترین گلزن تاریخ تیم ملی فوتبال اسپانیا تبدیل‌ شده بود (۱۷ سال و ۳۱۱ روز).